# Mike Bossy
Mike Bossy (22. ledna 1957 Montreal, Kanada – 15. dubna 2022) byl kanadský hokejista, který je řazen k nejlepším útočníkům historie NHL. Jeho kariéra byla zkrácena zdravotními problémy, proto jej v historických tabulkách produktivity nenajdeme na nejvrchnějších příčkách, průměrem 0,762 gólu na zápas je však nejlepším hráčem v historii NHL. U příležitosti 100. výročí NHL byl v lednu 2017 vybrán jako jeden ze sta nejlepších hráčů historie ligy.

## Hráčská kariéra
Od 15 let nastupoval v juniorské lize (QMJHL) za Laval National. Ve čtyřech sezónách vstřelil výborných 309 gólů, přesto však skauty NHL příliš nezaujal a byl v roce 1977 vybrán v draftu až jako 15. v pořadí týmem New York Islanders. Tam také odehrál celou svou kariéru v NHL. Hned v první sezóně se stal stabilním hráčem Ostrovanů, překonal padesátigólovou hranici a s 53 góly vytvořil nováčkovský rekord. Rovněž v každé z osmi následujících sezón vstřelil více než 50 gólů. V ročníku 1980/81 zaznamenal dokonce 50 gólů v prvních 50 utkáních sezóny. Na dálku tehdy soupeřil s Charlie Simmerem z Los Angeles Kings. Simmer tehdy přes vstřelený hattrick v padesátém utkání zaostal za touto metou o jeden bod, Bossy se díky dvěma brankám v posledních pěti minutách padesátého utkání sezóny stal po Maurici Richardovi teprve druhým hráčem historie, kterému se tento kousek podařil. V dalším ročníku NHL překonal ziskem 147 kanadských bodů rekord mezi pravými křídly. Tou dobou se však stále větší pozornost věnovala Waynu Gretzkymu, který ve stejné sezóně zaznamenal absolutní rekordy 212 bodů a 92 gólů a získal Hart Memorial Trophy pro nejužitečnějšího hráče i Art Ross Trophy pro nejproduktivnějšího hráče. Tyto dvě individuální ceny Bossy nikdy nezískal. 
Spolu s Bryanem Trottierem a Clarkem Gilliesem vytvořili v Islanders slavný útok nazývaný Trio Grande. S dalšími hráči byli součástí mimořádně silného týmu, který v první polovině osmdesátých let vládl celé NHL. Bossy s New York Islanders získal čtyřikrát Stanley Cup – v letech 1979/80, 1980/81, 1981/82 a 1982/83 (další Stanley Cup tento tým ve své historii prozatím nepřidal). V roce 1984 se Islanders probojovali popáté v řadě do finále Stanley Cupu, byli však poraženi 1 ku 4 na zápasy Edmontonem. Bossy vyšel v této sérii střelecky naprázdno. V dalších letech tým postupně upadal, Bossy si přesto připsal i v následujících dvou sezónách výborné individuální statistiky. Stále více jej však trápila zraněná záda, kvůli kterým po sezóně 1986/87 ve věku třiceti let ukončil aktivní kariéru. 
Byl oceňován nejen za svou produktivitu a schopnost skóroval z bizarních pozic, ale také za čistou hru, pro kterou byl třikrát oceněn Lady Byng Memorial Trophy. Byl také jedním z prvních hráčů, kteří vystoupili proti nadměrnému násilí na ledě.

## Ocenění
- Calder Memorial Trophy pro nejlepšího nováčka (1978)
- Nejlepší střelec základní části (1979, 1981)
- Conn Smythe Trophy pro nejužitečnějšího hráče play-off (1982)
- Lady Byng Memorial Trophy pro hráče, který nejlépe dokázal skloubit sportovní gentlemanství a hráčské schopnosti (1983, 1984, 1986)
- člen Síně slávy NHL (od 1991)

## Rekordy NHL

### Stále platné rekordy
- nejvíce po sobě jdoucích sezón s 50 a více vstřelenými góly (9)
- nejvíce sezón s 50 a více góly v celé kariéře (9, spolu s Waynem Gretzkym a Alexem Ovečkinem)
- nejvíce sezón s 60 a více góly v celé kariéře (5, spolu s Waynem Gretzkym)
- nejlepší gólový průměr na zápas v základní části za celou kariéru (0,762)

### Překonané rekordy
- nejvíce gólů v nováčkovské sezóně – 53 (1977/78), překonal Teemu Selänne – 76 (1992/93)
- nejvíce hattricků v sezóně – 9 (1980/81), překonal Wayne Gretzky – 10 (1981/82)
- nejvíce bodů v sezóně na pozici pravého křídla – 147 (1981/82), překonal Jaromír Jágr – 149 (1995/96)

### Další mimořádné výkony
- 50 gólů v prvních 50 utkáních sezóny (1980/81)
- jako třetí nejrychlejší dosáhl mety 500 gólů – v 647 utkáních – po Waynu Gretzkym (575) a Mario Lemieuxovi (605)
- čtvrtý v pořadí počtu sezón se 100 a více body – 7 po Waynu Gretzkym (14), Mario Lemieuxovi (10) a Marcelu Dionnovi (8).

## Po ukončení aktivní kariéry
Po skončení aktivní kariéry pracoval jako televizní a rozhlasový sportovní komentátor, v roce 2006 se vrátil do New York Islanders, kde pracoval v oddělení pro kontakt se sponzory a fanoušky.

## Prvenství
- Debut v NHL – 13. října 1977 (Buffalo Sabres proti New York Islanders)
- První gól v NHL – 13. října 1977 (Buffalo Sabres proti New York Islanders, kanadskému brankáři Don Edwards)
- První asistence v NHL – 16. října 1977 (New York Rangers proti New York Islanders)
- První hattrick v NHL – 4. února 1978 (New York Islanders proti Washington Capitals)

## Klubová statistika
| Sezóna       | Klub               | Soutěž       |     | Základní část | Základní část | Základní část | Základní část | Základní část |    | Play off | Play off | Play off | Play off | Play off |
| Sezóna       | Klub               | Soutěž       | Z   | G             | A             | B             | TM            | Z             | G  | A        | B        | TM       |          |          |
| 1972–73      | Laval National     | QMJHL        | 4   | 1             | 2             | 3             | 0             | —             | —  | —        | —        | —        |          |          |
| 1973–74      | Laval National     | QMJHL        | 68  | 70            | 48            | 118           | 45            | 11            | 6  | 16       | 22       | 2        |          |          |
| 1974–75      | Laval National     | QMJHL        | 67  | 84            | 65            | 149           | 42            | 16            | 18 | 20       | 38       | 2        |          |          |
| 1975–76      | Laval National     | QMJHL        | 64  | 79            | 57            | 136           | 25            | —             | —  | —        | —        | —        |          |          |
| 1976–77      | Laval National     | QMJHL        | 61  | 75            | 51            | 126           | 12            | 7             | 5  | 5        | 10       | 12       |          |          |
| 1977–78      | New York Islanders | NHL          | 73  | 53            | 38            | 91            | 6             | 7             | 2  | 2        | 4        | 2        |          |          |
| 1978–79      | New York Islanders | NHL          | 80  | 69            | 57            | 126           | 25            | 10            | 6  | 2        | 8        | 2        |          |          |
| 1979–80      | New York Islanders | NHL          | 75  | 51            | 41            | 92            | 12            | 16            | 10 | 13       | 23       | 8        |          |          |
| 1980–81      | New York Islanders | NHL          | 79  | 68            | 51            | 119           | 32            | 18            | 17 | 18       | 35       | 4        |          |          |
| 1981–82      | New York Islanders | NHL          | 80  | 64            | 83            | 147           | 22            | 19            | 17 | 10       | 27       | 0        |          |          |
| 1982–83      | New York Islanders | NHL          | 79  | 60            | 58            | 118           | 20            | 19            | 17 | 9        | 26       | 10       |          |          |
| 1983–84      | New York Islanders | NHL          | 67  | 51            | 67            | 118           | 8             | 21            | 8  | 10       | 18       | 4        |          |          |
| 1984–85      | New York Islanders | NHL          | 76  | 58            | 59            | 117           | 38            | 10            | 5  | 6        | 11       | 4        |          |          |
| 1985–86      | New York Islanders | NHL          | 80  | 61            | 62            | 123           | 14            | 3             | 1  | 2        | 3        | 4        |          |          |
| 1986–87      | New York Islanders | NHL          | 63  | 38            | 37            | 75            | 33            | 6             | 2  | 3        | 5        | 2        |          |          |
| Celkem v NHL | Celkem v NHL       | Celkem v NHL | 752 | 573           | 553           | 1,126         | 210           | 129           | 85 | 75       | 160      | 38       |          |          |

## Reprezentace
| Rok           | Tým           | Soutěž        | Z  | G  | A | B  | TM |
| ------------- | ------------- | ------------- | -- | -- | - | -- | -- |
| 1981          | Kanada        | KP            | 7  | 8  | 3 | 11 | 2  |
| 1984          | Kanada        | KP            | 8  | 5  | 4 | 9  | 2  |
| Senior totals | Senior totals | Senior totals | 15 | 13 | 7 | 20 | 4  |